# 朱小峰
朱小峰（1899年—1989年），名起予，字小峰，北京通州人，画家，书法家。。1919年考入国立北京美术学校，受教于陈师曾、萧谦中、王梦白、姚茫父等名师门下，1923年毕业后致力于美术教育工作。五十年代初，小峰先生返乡谪居，耕种之余以诗词书画为乐，并在乡村义务组织书画社，收徒传艺。1986年北京电视台到京郊采风，将小峰先生及其书画社专访录入其中，在北京第一套节目播出，引起强烈的社会反响，拜师学艺与求画者盈门而不绝，小峰先生则一概谦和收纳、慷慨应允，几乎倾其所有帮助后学青年，一时成为乡里美谈。小峰先生晚年生活清苦且安然，所有书画作品全部赠送给村乡邻里或求学弟子，不曾出售一张。1989年正月初四，小峰先生以九十高龄泰然离世。
小峰先生诗书画皆精。其诗词工整而朴素，善于将生活点滴细节和乡村自然野趣化入诗词语境。并以日记的形式记录成册或题记于书画之中，其一生所做日记一百余本，诗词超过千首；其书法早期为严谨规范的馆阁字体，中年追溯二王行书，灵动而俊逸，晚年融入苏轼、米芾书风，洒脱而清朗。小峰先生的山水、花鸟画为典型的文人画风，注重诗书画印的整体性。其山水画远宗王石谷，近承陈师曾、萧谦中，构图深邃而清幽，其技法沿用的是传统的皱擦点染入画，用笔繁复，层次清晰，化境为诗，设色淡雅，以浅绛山水为主；其花鸟画，远学恽寿平，近师王梦白。小峰先生早年为王梦白先生得意弟子，深受王梦白先生喜爱，应邀与王梦白先生在老北平联合举办过书画展，并在河北唐山、邢台等地举办个人书画展。主要著作《中国画法之比较谈》《漫画集》《南游琐记》等。